# Tritaxys goniaeformis
Tritaxys goniaeformis là một loài ruồi trong họ Tachinidae.